# Élysée Aviragnet
Pour les articles homonymes, voir Aviragnet.
Jean François Joseph Élysée Aviragnet, né le 30 juillet 1828 à Port-Louis (Île Maurice) et mort en 1908, est un professeur de lettres et de musique. Émigré aux États-Unis, il a été de 1890 à sa mort directeur de la Bucknell School of Music.

## Famille
Élysée Aviragnet était le fils d'un commerçant d'origine bordelaise, Pierre Aviragnet, installé à l'Île Maurice, où il avait épousé en 1827 Lise Chauvot.
Il s'est marié le 30 mai 1853 à Port-Louis avec Lucie Hippolyte Anaïs de Ravel de L'Argentière, d'une famille dauphinoise de La Mure établie à l'Île Maurice.
Il a possédé de 1850 à 1864, avec sa famille, le château du Grand Clapeau à Blanquefort Caychac (Gironde).

## Biographie
Élysée Aviragnet fait ses études à la Sorbonne. Il enseigne ensuite les lettres classiques et les langues romanes en France, à l'Ile Maurice et à Port of Spain (La Trinité).
Il émigre ensuite aux États-Unis, où il devient professeur de musique. Lorsque l'université Bucknell, à Lewisburg (Pennsylvanie), crée une école de musique (1890), on lui en confie la direction, qu'il conservera jusqu'à sa mort. Il a assuré le développement de l'enseignement des différentes disciplines musicales, mais il a aussi popularisé la pratique de la musique dans l'ensemble de l'université.
Il meurt en 1908 et il est enterré au cimetière de Lewisburg.